# آدم بروس
آدم بروس (بالإنجليزية: Adam Burrows) هو باحث أمريكي، ولد في 11 نوفمبر 1953.